# Usine de génération d'énergie solaire Alamosa
L'usine de génération d'énergie solaire d’Alamosa est une centrale solaire photovoltaïque à concentrateur de 37 MWp (30,72 MWac). Elle était la plus grande au monde quand elle fut achevée en mai 2012. Elle est située dans le Colorado, dans la vallée de San Luis, comme d’autres centrales solaires. Elle a été construite par la société de construction Mortenson avec 492 panneaux Amonix 7700 à double axe dont chacun contient 7 560 lentilles de Fresnel concentrant 500 fois la lumière du soleil, et des cellules solaires multi-jonctions, permettant une plus grande efficacité que les autres centrales photovoltaïques. Il utilise les trois méthodes disponibles pour augmenter l'efficacité, le traqueur à double axe, le photovoltaïque à concentration, et les cellules multi-jonctions. Les systèmes sont certifiés pour fonctionner pendant 50 ans, mais les cellules multi-jonctions devront être remplacées dans 25 ans. L’électricité est vendue au service public du Colorado, une filiale de Xcel Energy, en vertu d’un accord d’achat d’énergie à long terme.

## Production électrique
| Année | Janv  | Fév   | Mars  | Avr   | Mai   | Juin  | Juil  | Août  | Sept  | Oct   | Nov   | Déc   | Total   |
| ----- | ----- | ----- | ----- | ----- | ----- | ----- | ----- | ----- | ----- | ----- | ----- | ----- | ------- |
| 2012  | –     | –     | –     | 5 528 | 6 899 | 7 639 | 6 521 | 5 464 | 5 946 | 6 850 | 5 385 | 3 887 | 54 119  |
| 2013  | 4 934 | 4 933 | 5 051 | 4 535 | 6 004 | 6 422 | 5 675 | 6 043 | 5 851 | 6 593 | 4 787 | 4 764 | 65 592  |
| 2014  | 4 584 | 5 143 | 5 937 | 4 989 | 5 690 | 6 390 | 5 133 | 5 899 | 5 766 | 5 770 | 4 851 | 3 502 | 63 654  |
| 2015  | 3 358 | 4 544 | 6 159 | 5 504 | 4 858 | 6 054 | 4 187 | 5 561 | 5 488 | 4 404 | 5 019 | 3 719 | 58 855  |
| 2016  | 4 229 | 5 010 | 5 309 | 4 702 |       |       |       |       |       |       |       |       | 19 250  |
| Total | Total | Total | Total | Total | Total | Total | Total | Total | Total | Total | Total | Total | 261 470 |